# Quercus lamellosa
Quercus lamellosa — вид рослин з родини букових (Fagaceae), поширений у південній і південно-східній Азії.

## Опис
Це вічнозелене дерево заввишки 30 метрів або більше; стовбур до 1.5–2.5 м у діаметрі. Кора сіро-коричнева, шорстка. Молоді гілочки жовто вовнисті, стають безволосими. Листки шкірясті, яйцювато-еліптичні, 15–35 × 5–10 см; верхівка загострена до хвостатої; основа зазвичай клиноподібна (іноді округла); край зазубрений у верхівковій 2/3; верх блискучий, гладкий; низ білуватий, злегка синьо-зелений від тонкого зірчастого запушення; ніжка листка завдовжки 3–5 см. Чоловічі сережки коротші за листя. Жіночі суцвіття дуже короткі. Жолуді великі, сплющені, у діаметрі 3–4 см, завдовжки 2–3 см; чашечка сидяча, охоплює від 2/3 до 4/5 горіха, з 7–10 концентричними кільцями.
Цвітіння у квітні — травні; плодоносить у листопаді наступного року.

## Середовище проживання
Поширення: Індія, Таїланд, Бутан, М'янма, Непал, Китай (Юньнань, захід Гуансі, Сізанг); на висотах від 1300 до 2700 метрів. Надає перевагу вологим ділянкам.